# عکاسی حیات وحش

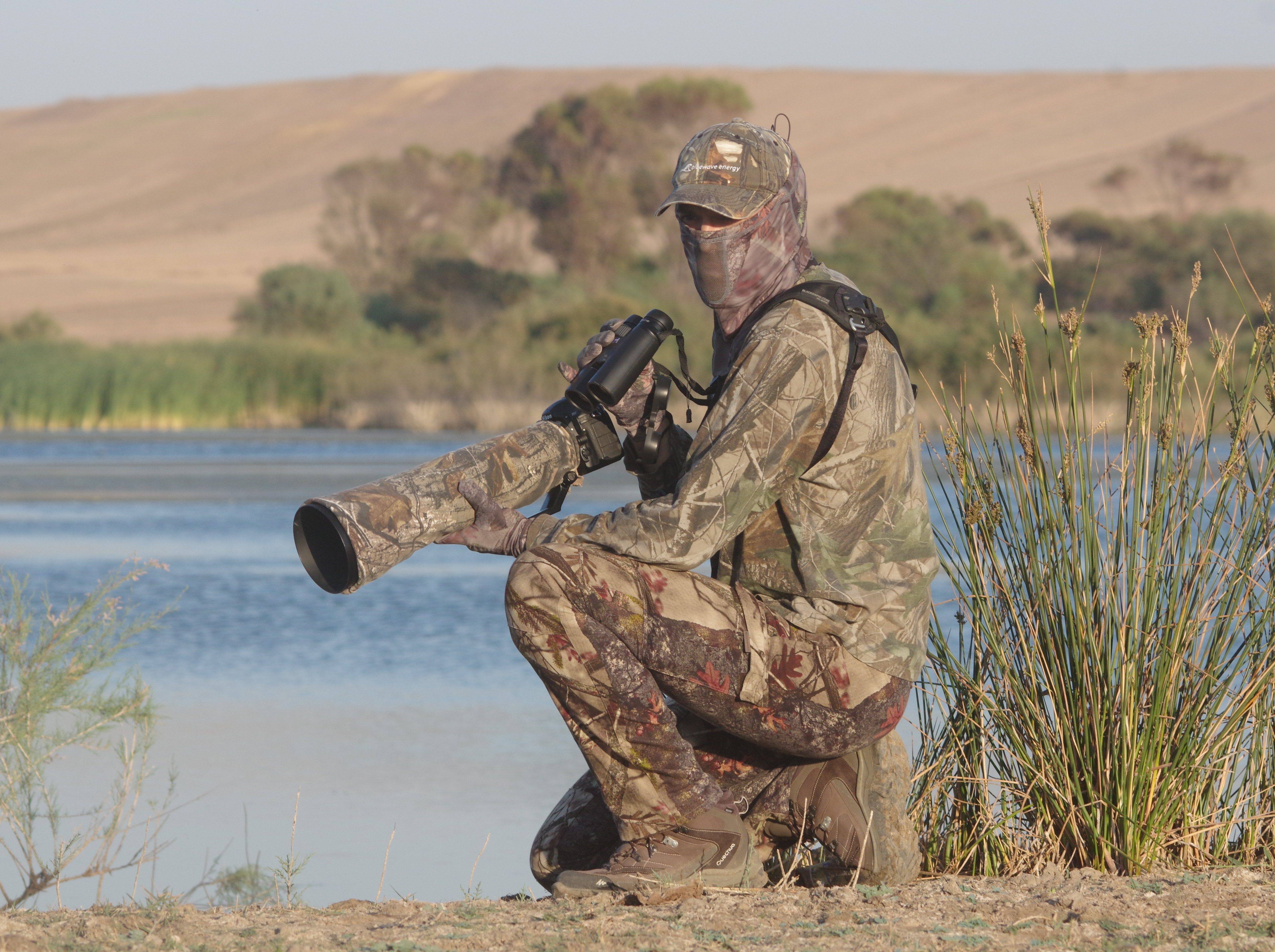
یک عکاس حیات وحش در لباس استتار در یکی از زیستگاه‌های طبیعی پرندگان، منتظر فرصتی برای عکاسی از پرندگان مهاجر

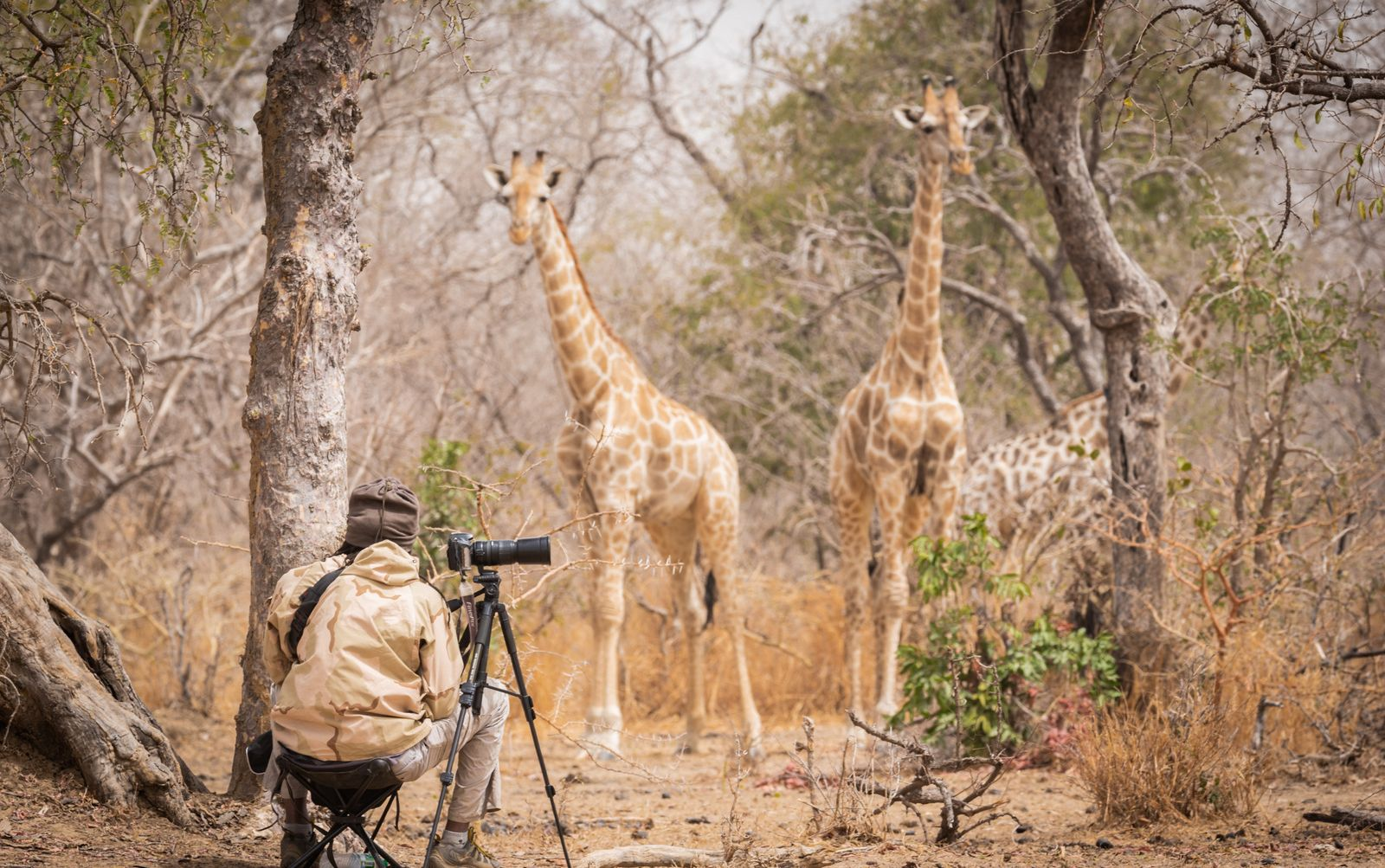
عکاس حیات وحش در حال گرفتن عکس از زرافه‌ها در پارک حیات وحش سومو در ایالت بائوچی، نیجریه

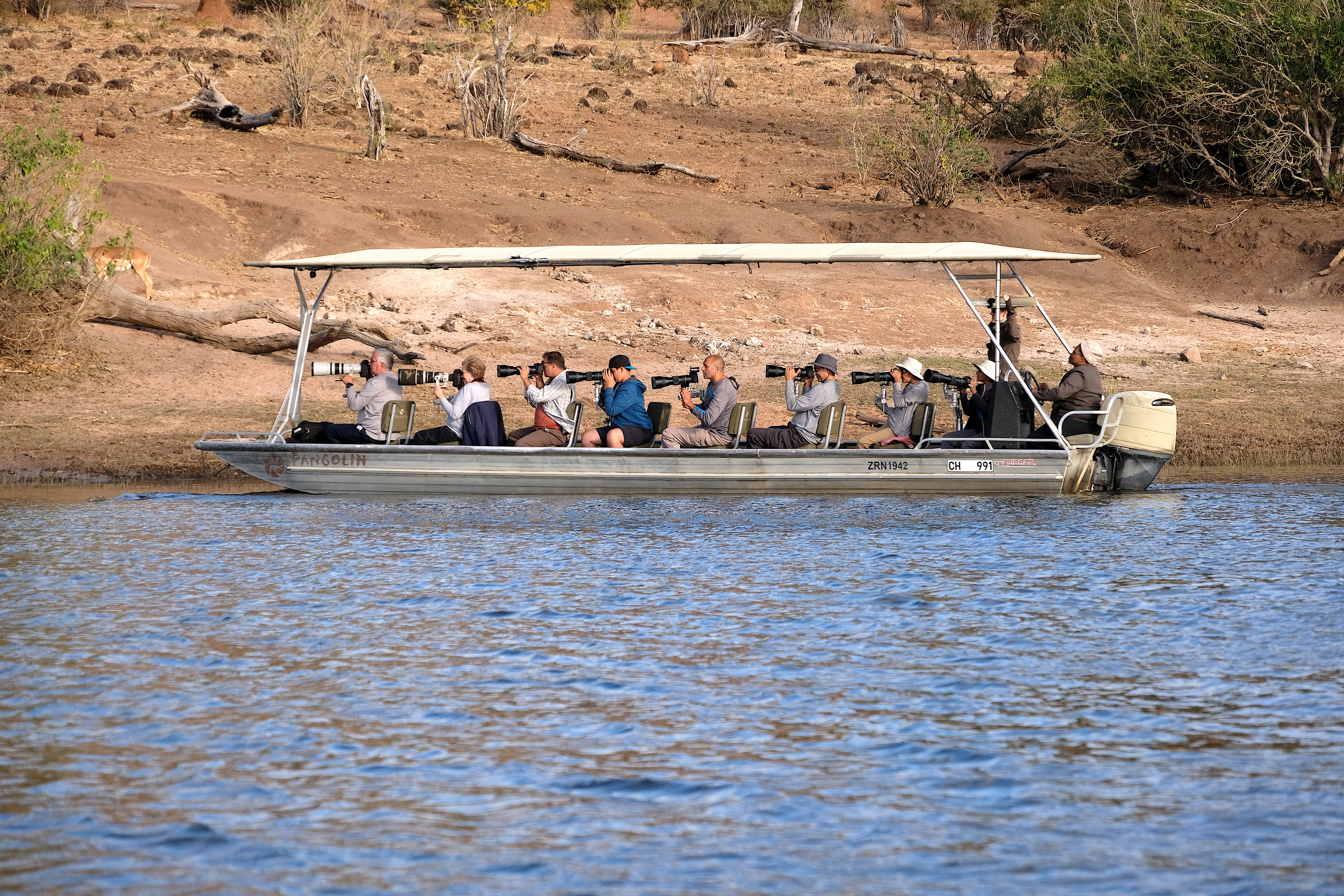
عکاسانی که برای سرگرمی در حال عکس گرفتن از حیات وحش در رودخانه چوپ / بوتسوانا (۲۰۱۸)

عکاسی حیات وحش (به انگلیسی: Wildlife photography)، شاخه‌ای از عکاسی است که در آن از جانوران اهلی و وحشی زنده و در محیط طبیعی آن‌ها عکسبرداری می‌شود
عکاسی در این سبک، نیاز به دانش بالا و تجربهٔ فراوان در زمینهٔ عکاسی و آشنایی با رفتار حیوانات گوناگون دارد. عکاسان باید توان اثبات طبیعی بودن تصاویر را داشته باشند؛ عکاسی از حیوانات اهلی جزو عکس‌های این ژانر محسوب نمی‌شود.

در عکاسی از حیات وحش، عکاس به دنبال به تصویر کشیدن جانوران جالب به همراه حرکاتی مانند غذا خوردن یا جنگیدن آن‌ها است. اگر چه عکاسی از حیات وحش یا شکار برای دنیای عکاسی تکراری است.
در این نوع عکاسی، دهانهٔ باز لنز برای دستیابی به سرعت بالا و ثبت سوژهٔ در حال حرکت و محو کردن پس زمینه استفاده می‌شود. همچنین عکاسان حیات وحش، از لنز تله استفاده می‌کنند بنابراین عکاسان حیات وحش بیشتر احتیاج به سه‌پایه دارند. آن‌ها همچنین برای این که بتوانند به حیات وحش نزدیک‌تر شوند احتیاج به وسایلی برای استتار دارند.
گاهی برای اینکه توانایی مانور عکاس برای تعقیب جانوران وحشی زیاد شود از تک‌پایه استفاده می‌شود. تک پایه‌ها به دلیل سبک بودن و قابلیت تحرک سریع بهتر از سه‌پایه‌ها عمل می‌کنند.

## سایر سبک‌های عکاسی
- عکاسی اجسام بی‌جان
- عکاسی طبیعت
- عکاسی منظره
- عکاسی پرتره
- عکاسی ورزشی
- عکاسی معماری
- عکاسی ماکرو
- عکاسی زیرآب
- عکاسی خبری
- عکاسی مد
- عکاسی انتزاعی
- عکاسی مادون قرمز
- عکاسی نجومی